# Louise Catherine Guéret
Pour les articles homonymes, voir Guéret (homonymie).
Louise Catherine Guéret, dite Mlle Guéret aînée, née le 2 mai 1755 à Paris où elle est morte le 1er novembre 1851, est une femme peintre active à la fin du XVIIIe siècle. Elle fut, avec sa sœur Anne Guéret, jeune orpheline ; toutes deux furent adoptées par Sedaine et recommandées par ce dernier à Jacques-Louis David.

## Iconographies des deux sœurs
- Jacques-Louis David, (attribué à), Portrait présumé de Catherine Guéret, Musée des beaux-arts de Rouen, cette toile porte une signature David.
- Henri-Pierre Danloux, Portrait d'Anne Guéret, tableau.
- Henri-Pierre Danloux, Portrait de Louise Catherine Guéret, dessin, Danloux dans son journal la qualifie de démocrate enragée.